# Sandomierskie (Oskar Kolberg)
Sandomierskie Oskara Kolberga – II tom dzieła Lud. Jego zwyczaje, sposób życia, mowa, podania, przysłowia, obrzędy, gusła, zabawy, pieśni, muzyka i tańce z rycinami i drzeworytami Wojciecha Gersona] wydany pierwotnie w 1865 w Drukarni J. Jaworskiego w Warszawie.

## Zawartość
Tom ten ma formę monografii regionu, którą będzie Kolberg również stosował w następnych tomach Ludu. Treść dotyczy okolic Sandomierza na lewym brzegu Wisły (powiat sandomierski w guberni radomskiej). 
W części pierwszej znajdują się opisy ziemi, zabudowy wsi i wyglądu chat, szczegóły dotyczące ubiorów. W drugim rozdziale zamieszczone są zapisy obrzędów (weselnych z okolic Sandomierza, Zawichostu, Klimontowa i Staszowa.
W kolejnym rozdziale można znaleźć bardzo rzadkie już w czasach Kolberga obyczaje związane z sobótką z okolic Sandomierza i Zawichostu.
W dziale poświęconym dumom i pieśniom Kolberg tworzy podział tematyczny pieśni, w którym miłość zajmuje pierwsze miejsce z 9 odmiennymi nastrojami, po niej małżeństwo, pijaństwo, pasterstwo, flisactwo, kołysanki, wojna, pogrzeb i na koniec stypa.
W czwartym rozdziale pomieszczone są pieśni tzw. okrężne czyli pieśni żniwne z okolic Sandomierza, Zawichostu i Klimontowa, a także 2  gry-zabawy z okolic Opatowa: wilk i gąski, Pan Zelman.
W końcowych rozdziałach znalazły się pieśni dworów szlacheckich i mieszczańskie oraz tańce: dwumiarowe (krakowiaki i polki) i trójmiarowe (obertasy i mazury).
Obszerne przypisy dotyczą jarmarków, pożywienia, wiary, przesądów i zabobonów, legend, języka, klechd i gadek, cechy języka i próbki mowy sandomierskiej.
Znajdują się tu także zapisy nutowe 297 melodii pieśni i tańców oraz przypisane do nich 303 teksty. W jednym z rozdziałów Kolberg zamieszcza opis gwary, słowniczek wyrazów gwarowych oraz teksty bajek spisane w gwarze sandomierskiej.
Sandomierskie ilustrowane jest 2 kolorowymi rysunkami według akwarel Wojciecha Gersona oraz jego rycinami przedstawiającymi nakrycia głowy, rózgę weselną, taniec sobótkowy czy kobiety przy pracy.